# Krueng Baro Lgh
Krueng Baro Lgh is een bestuurslaag in het regentschap Aceh Utara van de provincie Atjeh, Indonesië. Krueng Baro Lgh telt 427 inwoners (volkstelling 2010).